# Boeing 2707
Boeing 2707 — проект американского сверхзвукового пассажирского самолёта, разрабатывавшийся в 1960 годах и свёрнутый в 1971 году.

## История

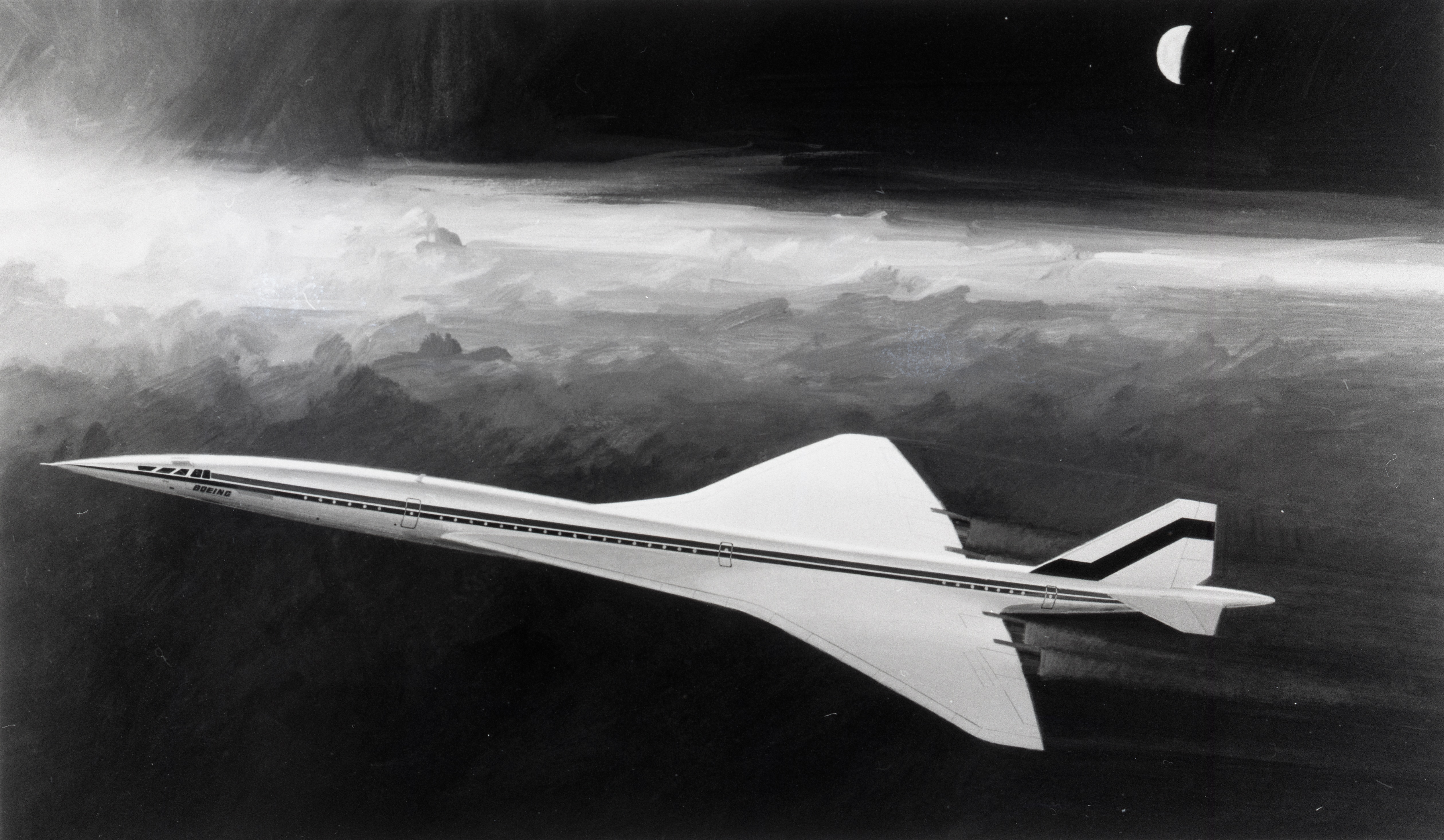
Рисунок Boeing 2707

Разработка велась компанией Boeing в рамках программы по созданию отечественного сверхзвукового пассажирского самолёта (National Supersonic Transport), объявленной президентом Джоном Кеннеди 5 июня 1963 года. Предполагалось, что самолёт будет иметь максимальную скорость полёта  2650 км/ч при дальности до 7150 км и пассажировместимости до 600 человек (до 300 в варианте 750—400).
31 декабря 1966 года проект компании Boeing был выбран государственной комиссией из трёх предложенных к конкурсу: другие два проекта были представлены компаниями North American и Lockheed Martin.
Самолет Boeing 2707 проектировался как широкофюзеляжный лайнер. Отличительной характеристикой его, среди прочих, было заявлено крыло изменяемой геометрии, что никогда ранее не применялось в пассажирских самолётах (хотя уже на этапе проектирования в силу технических трудностей инженерам пришлось отказаться от такого крыла и разработать крыло классической схемы, а также более короткий фюзеляж без горизонтального оперения).
В ходе развития проекта был выполнен большой объём научно-исследовательских работ. Но с дальнейшим развитием программы возникли трудности, и не только технологические. Так, значительное внимание общественности было привлечено к проблеме звукового удара, характерного для сверхзвуковых самолётов. Данная проблема была очевидна. Так, в ходе испытаний военного самолёта XB-70 около Оклахома-Сити в 1964 г. из-за звукового удара вдоль трассы полёта шириной около 26 км владельцы домов подали большое число исков к ВВС — всего более пятнадцати тысяч на общую сумму 12 845,32 долл., главным образом — по возмещению ущерба за разбитые стекла и неудобства.

## Закрытие программы
Выдвигались опасения, что большой флот сверхзвуковых пассажирских самолётов в связи с выбросом их двигателями оксидов азота нанесёт вред стратосфере и озоновому слою. Имели место, по-видимому, и внутриполитические мотивы: так, сенатор от демократической партии штата Висконсин Уильям Проксмир в рамках кампании по сокращению бюджетных расходов резко критиковал программу создания самолёта.
Очевидное отставание от других стран, создающих сверхзвуковые пассажирские самолёты — советского Ту-144 и совместного франко-британского самолёта Concorde — лишило программу возможности установления политического приоритета.
Расходы на лунную программу и начавшаяся война во Вьетнаме также сыграли свою роль в том, что в 1971 году Сенат США отказался от дальнейшего финансирования программы. Разработка была прекращена на стадии постройки второго прототипа.
К моменту прекращения программы фирма Boeing получила 115 заказов на будущий самолёт от 25 авиаперевозчиков. По причине потери этого государственного контракта, среди прочих причин, компания Боинг была вынуждена сократить более 60 тыс. сотрудников. Своеобразным итогом такого сокращения работников (в первую очередь, в городе Сиэтл, где находились главные производственные площади), стала оценка программы: «Самолёт, который почти съел Сиэтл».
Один из полноразмерных макетов кабины самолёта находится в экспозиции музея Hiller Aviation Museum в городе San Carlos (округ Сан-Матео, штат Калифорния), расположенном между Сан-Франциско и Сан-Хосе, в центре Кремниевой долины.